# Ricardo Roach
Ricardo Roach González, né le 12 octobre 1972, est un athlète chilien, spécialiste du sprint.
Il établit le record national du 400 m le 21 mars 1998, en 45 s 92, à Santiago.